# Gradska četvrt
Gradska četvrt ili gradski kotar je oblik mjesne samouprave koji se osniva za područje koje predstavlja gradsku, gospodarsku i društvenu cjelinu, a koje je povezano zajedničkim interesima građana.
U Republici Hrvatskoj se djelokrug, ovlasti i tijela gradskih četvrti uređuju statutom grada shodno odredbama zakona koje se odnose na mjesnu samoupravu u mjesnim odborima.

## Gradovi u Hrvatskoj s gradskim četvrtima
Od 128 gradova u Hrvatskoj, njih 16 se sastoji od gradskih četvrti. Gradovi: Split, Dubrovnik, Čakovec i Korčula koriste naziv "gradski kotar", dok svi ostali gradovi koriste naziv "gradska četvrt".
U svim gradovima se, osim gradskih četvrti, osnivaju i mjesni odbori, za područja prigradskih naselja. Iznimka je Grad Zagreb, čije se gradske četvrti dijele na mjesne odbore.
| Grad          | Broj stanovnika (2021.) | Gradske četvrti | Izvor  |
| ------------- | ----------------------- | --- | ------ |
| Zagreb        | 767 131                 | Popis | [ 2 ]  |
| Split         | 160 577                 | Popis | [ 3 ]  |
| Osijek        | 96 313                  | 1. Retfala 2. Gornji grad 3. Industrijska četvrt 4. Tvrđa 5. Novi grad 6. Jug II 7. Donji grad | [ 4 ]  |
| Velika Gorica | 61 075                  | 1. Braća Radić 2. Hrvatski velikani 3. Miljenko Granić 4. Stari grad 5. Vladimir Nazor 6. Kurilovec 7. Pleso 8. Rakarje                                                                                           | [ 5 ]  |
| Karlovac      | 49 377                  | 1. Banija 2. Drežnik-Hrnetić 3. Dubovac 4. Gaza 5. Grabrik 6. Luščić-Jamadol 7. Mostanje 8. Novi Centar 9. Rakovac 10. Švarča 11. Turanj 12. Zvijezda                                                             | [ 6 ]  |
| Šibenik       | 42 599                  | 1. Baldekin I 2. Baldekin II – Škopina 3. Baldekin III 4. Crnica 5. Građa 6. Jadrija 7. Mandalina 8. Meterize 9. Plišac 10. Ražine 11. Ražine Donje 12. Stari grad 13. Šubićevac 14. Varoš 15. Vidici 16. Zablaće | [ 7 ]  |
| Dubrovnik     | 41 562                  | 1. Grad 2. Gruž 3. Komolac 4. Mokošica 5. Montovjerna 6. Pile – Kono 7. Ploče iza Grada 8. Lapad | [ 8 ]  |
| Sisak         | 40 121                  | 1. Centar 2. Zeleni brijeg 3. Caprag 4. Sisak Novi 5. Galdovo | [ 9 ]  |
| Samobor       | 37 435                  | 1. Centar 2. Cvjetno naselje - Perivoj 3. Giznik - Anindol 4. Gornji kraj - Hamor 5. Južno naselje 6. Kolodvorsko naselje - Sajmište 7. Podložnice 8. Sveta Helena                                                | [ 10 ] |
| Čakovec       | 27 122                  | 1. Čakovec – istok 2. Čakovec – jug 3. Čakovec – zapad | [ 11 ] |
| Zaprešić      | 24 133                  | 1. Zaprešić sjever 2. Zaprešić centar | [ 12 ] |
| Petrinja      | 19 950                  | 1. Petrinja I. - Jugo-zapad 2. Petrinja II. - Centar 3. Petrinja III. 4. Petrinja IV. - Češko selo | [ 13 ] |
| Križevci      | 18 949                  | 1. Centar 2. Donji grad 3. Gornji grad | [ 14 ] |
| Jastrebarsko  | 14 562                  | 1. Donja Jaska 2. Gornja Jaska | [ 15 ] |
| Drniš         | 6276                    | 1. Drniš I 2. Drniš II 3. Drniš III | [ 16 ] |
| Korčula       | 5415                    | 1. Stari grad 2. Sv. Antun | [ 17 ] |

## Vanjske poveznice
- Zakon o lokalnoj i područnoj (regionalnoj) samoupravi